# 草薙かおり
草薙 かおり（くさなぎ かおり、1970年6月27日 - )は、日本の元女優。東京都三鷹市出身。血液型はB型。

## 来歴・人物
父は俳優の草薙幸二郎、母は女優の真下治子。弟も俳優の草薙仁。

## 出演

### テレビドラマ
- ふぞろいの林檎たち(パートII) 第9話「まわりに悲劇がありますか？」（1985年、TBSテレビ)
- 古谷一行の金田一耕助シリーズ「薔薇王」(1989年　TBSテレビ) - 久世ゆかり役
- 花吹雪女スリ三姉妹II （1988年、テレビ朝日)
- 忍者戦隊カクレンジャー 第37話「唐傘ダンス女王」（1994年　テレビ朝日 /東映) - カラカサ役